# Microcreagrina hispanica
Microcreagrina hispanica är en spindeldjursart som först beskrevs av Edvard Ellingsen 1910.  Microcreagrina hispanica ingår i släktet Microcreagrina och familjen spinnklokrypare. Inga underarter finns listade i Catalogue of Life.